# Oinone

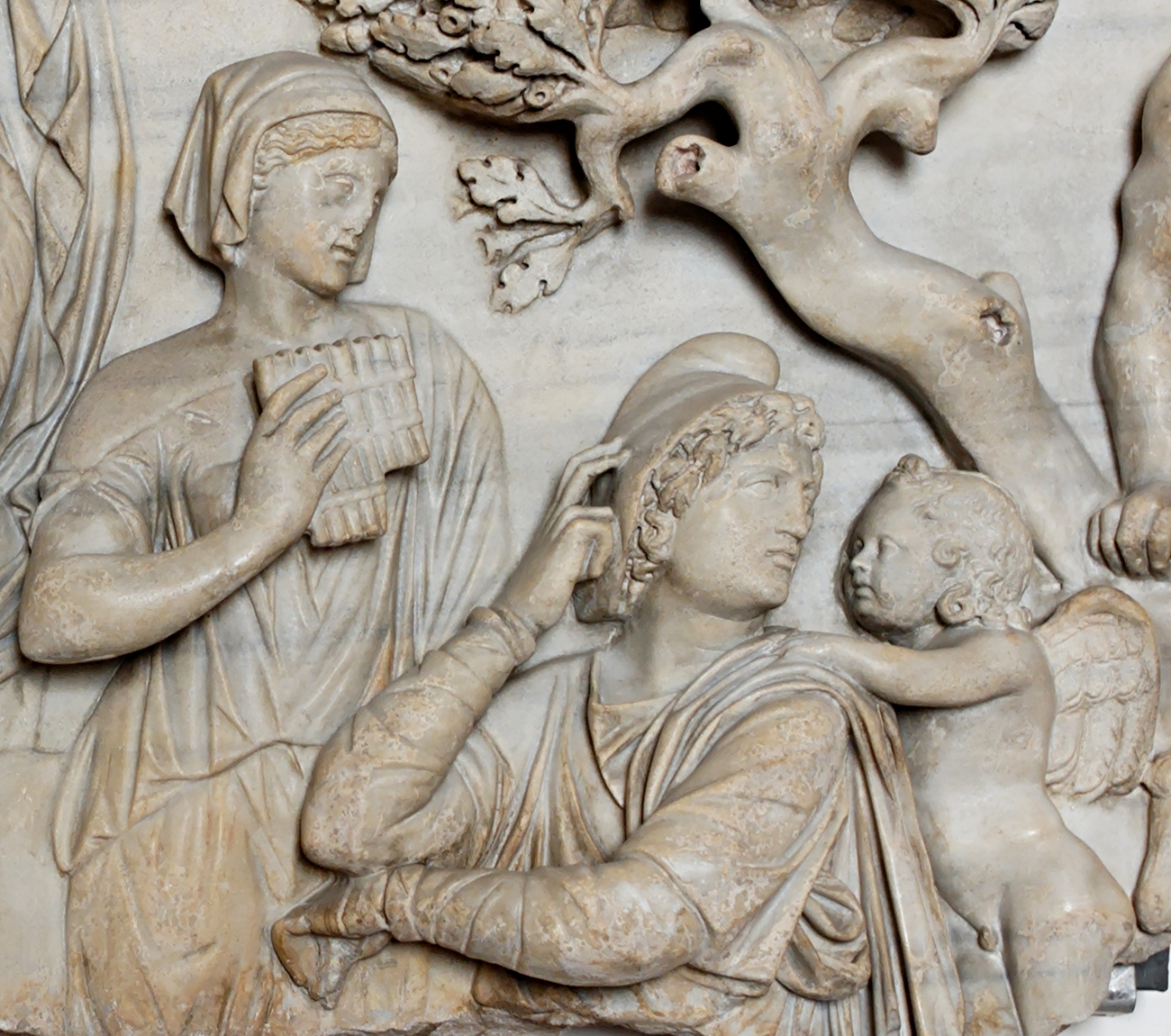
Oinone (Paris' eerste eega, met panfluit), Paris zelf (met Phrygische muts) en Eros (detaïl van de voorkant van een Romeinse marmeren sarcophagus (117-138 n. Chr.), naar hellenistische thema's.).

Oinone of Oenone (Oudgrieks Οἰνώνη / Oinônê) was de eerste vrouw van Paris. Ze was een bergnimf (een Oreade) van de berg Ida in Phrygië. Haar vader was Cebren, een riviergod.
De Trojaanse prins Paris, toen nog als onbekende herder, werd op haar verliefd toen hij met zijn kudde op de berg Ida kwam. Ze trouwden en kregen een zoon, Corythus.

Toen Paris haar later verliet om naar Troje terug te gaan en Helena te schaken, voorspelde Oinone de Trojaanse Oorlog. Uit wraak voor Paris' verraad, stuurde ze Corythus naar de Grieken om hen naar Troje te leiden.

Toen Paris dodelijk verwond was door Philoctetes' pijl, smeekte hij Oinone om hem te genezen, maar ze weigerde, waarna Paris stierf. Vervolgens wierp ze zichzelf uit schuld op zijn brandstapel.

## Andere betekenissen van Oinone
- Oinone was de naam van de moeder van Melantius (Nonnus van Panopolis, XLII 62.).
- Oinone was de naam van een van de Maenaden die met Dionysos op reis gingen naar Indië (Nonnus, XXIX 253.).
- Oinone was ook de naam van een eiland, dat later naar Aegina werd vernoemd, een dochter van de riviergod Asopus.Nonnus van Panopolis

## Antieke bronnen
- Apollodorus, III 12.6.
- Strabo, XIII 1.33.
- Ovidius, Heroides 5.3.
- Parthenius van Nicaea, VI 1-7, 34.
- Quintus van Smyrna, X 284, 308 ff., 458 ff.